# Безрукова, Людмила Петровна
Людми́ла Петро́вна Безру́кова (в девичестве Ляушко; 24 апреля 1945, Луга, Ленинградская область) — советская гребчиха-байдарочница, выступала за сборную СССР в конце 1960-х — начале 1970-х годов. Чемпионка мира и Европы, четырёхкратная чемпионка всесоюзного первенства, победительница регат республиканского и международного значения. На соревнованиях представляла спортивное общество «Спартак», заслуженный мастер спорта СССР (1970).

## Биография
Родилась 24 апреля 1945 года в Луге.
Активно заниматься греблей начала в раннем детстве, проходила подготовку под руководством заслуженного тренера Нины Смирновой, состояла в добровольном спортивном обществе «Спартак». Первого серьёзного успеха добилась в 1967 году, когда завоевала золотую медаль взрослого всесоюзного первенства в эстафете 4 × 500 м. Год спустя в составе четырёхместной байдарки стала чемпионкой Советского Союза на дистанции 500 метров, ещё через год повторила это достижение и, попав в основной состав советской национальной сборной, побывала на чемпионате Европы в Москве, откуда привезла сразу две медали золотого достоинства, выигранные в полукилометровых гонках среди двоек и среди четвёрок.
В 1970 году на всесоюзном первенстве спортсменка (уже под фамилией Безрукова) выиграла эстафетный заплыв одиночек и благодаря череде удачных выступлений удостоилась права защищать честь страны на чемпионате мира в Копенгагене. На дистанции 500 метров в зачёте четырёхместных экипажей добыла золото и стала, таким образом, чемпионкой мира, в зачёте двухместных экипажей тоже боролась за победу, но финишировала в итоге лишь второй, уступив лидерство олимпийским чемпионкам из ФРГ Росвите Эссер и Аннемари Циммерман. За эти достижения по итогам сезона удостоена почётного звания «Заслуженный мастер спорта СССР».
После завершения спортивной карьеры окончила Государственный институт физической культуры имени П. Ф. Лесгафта и перешла на тренерскую работу. В период 1982—1990 работала тренером по гребле на байдарках и каноэ в специализированной детско-юношеской школе олимпийского резерва ленинградского «Спартака», затем в течение двенадцати лет преподавала физкультуру в Банковской школе-колледже и в общеобразовательной школе № 302. Награждена медалью «За трудовую доблесть».